# Ягодне (Альменєвський округ)
Я́годне (рос. Ягодное) — село у складі Альменєвського округу Курганської області, Росія.
Населення — 274 особи (2010, 441 у 2002).
Національний склад станом на 2002 рік:
- росіяни — 61 %